# Procladius jeris
Procladius jeris är en tvåvingeart som beskrevs av Roback 1971. Procladius jeris ingår i släktet Procladius och familjen fjädermyggor.
Artens utbredningsområde är Alaska. Inga underarter finns listade i Catalogue of Life.